# Jean Offenberg
Jean Henri Marie Offenberg (ur. 3 lipca 1916 w Laeken, zm. 22 stycznia 1942 w Digby) – belgijski lotnik, as myśliwski okresu II wojny światowej.

## Życiorys
Jean Offenberg urodził się w 1916 roku. W 1936 zgłosił się do wojska jako uczeń-pilot. W marcu 1938 ukończył kurs pilotażu i otrzymał przydział do 4 eskadry II dywizjonu 2 Pułku Lotniczego (4/II/2) stacjonującej w Nivelles i wyposażonej w dwupłatowce Fairey Firefly II. W marcu 1940 3 i 4 eskadra zostały przezbrojone w myśliwce Fiat CR.42.
10 maja 1940, gdy rozpoczęła się kampania belgijska, II dywizjon znajdował się w Sint-Truiden we Flandrii. Już pierwszego dnia inwazji Offenberg zestrzelił jednego Do 17, a drugiego uszkodził. Pod naporem wojsk niemieckich jego jednostka wycofała się do Chartres, skąd 19 czerwca udał się samolotem Caudron Simoun do Montpellier. Następnie przez Algier przedostał się do Wadżdy, gdzie zorganizowano belgijską szkołę pilotażu. Tam próbował zdobyć samolot, aby dostać się do Gibraltaru. Po nieudanej próbie pojechał pociągiem do Casablanki, gdzie zastał innych belgijskich i polskich pilotów, którzy usiłowali dotrzeć do Anglii. Statkiem Djebel Druse popłynął do Gibraltaru, skąd na pokładzie brytyjskiego Harsion przybył do Liverpoolu 16 lipca 1940.
30 lipca w stopniu podporucznika (pilot officer) otrzymał przydział do 6 Operational Training Unit RAF (OTU) w Sutton Bridge, gdzie odbył szkolenie na samolotach Hurricane. 17 sierpnia został przydzielony do 145 dywizjonu, w składzie którego walczył w bitwie o Anglię. 17 czerwca 1941 został przeniesiony do 609 dywizjonu, w którym służyli inni belgijscy piloci. Następnego dnia, jako pierwszy Belg, otrzymał Distinguished Flying Cross; napisał później: „Otrzymałem DFC. Nie wierzę, że na to zasłużyłem”. 19 listopada 1941 dywizjon przeniesiono na lotnisko Digby w Lincolnshire.
22 lipca 1942 wzbił się w powietrze wraz z innym belgijskim pilotem „Balbo” Roelandtem do lotu treningowego. Angielski pilot 92 dywizjonu pozorował atak na Belgów. W wyniku nieudanego manewru uderzył w Spitfira Offenberga odrywając ogon samolotu. Obie maszyny się rozbiły, a piloci zginęli.
Jean Offenberg zestrzelił pięć samolotów na pewno, dalszych pięć prawdopodobnie oraz pięć uszkodził.

## Odznaczenia
- Distinguished Flying Cross